# Bud Luckey
William Everett Luckey, conhecido por Bud Luckey (Billings, 28 de julho de 1928 – Newtown, 24 de fevereiro de 2018), foi um animador, cantor, cineasta, compositor e dublador estadunidense. Conhecido pela construção animada de Toy Story, A Bug's Life, Monsters, Inc., e Finding Nemo, foi indicado ao Oscar de melhor curta-metragem em live action na edição de 2004 pela realização da obra Boundin'.